# Вашингтонски кодекс
Вашингтонски кодекс (лат. Codex Washingtonianus; ознака: W или 032) је сачувани препис Јеванђеља из 5. века на грчком језику. Рукопис садржи текст четири јеванђеља на 187 листова пергамента (21×13,5 цм). Назив је добио по њиховом месту складиштења Вашингтону.

## Карактеристике рукописа
Текст на листу се налази у истој колони. Јеванђеље у рукопису су писана редоследом:
- Јеванђеље по Матеју;
- Јеванђеље по Јовану;
- Јеванђеље по Луки;
- Јеванђеље по Марку

На крају Јеванђеља по Марку је убачен код - "Фреров Логион" (Марко 16,14):
А послије тога јави се на путу двојици од њих у другоме обличју, кад су ишли у село. И они отишавши јавише осталима; али ни њима не вјероваше. Најпослије јави се њима Једанаесторици када бијаху за трпезом, и прекори их за њихово невјеровање и окорјелост срца, што не вјероваше онима који га видјеше васкрслога. И рече им: Идите по свему свијету и проповиједајте јеванђеље сваком створењу. Који повјерује и крсти се биће спасен, а који не вјерује биће осуђен. А знаци онима који вјерују биће ови: именом мојим изгониће демоне; говориће новим језицима (Марко 16: 12-17, Фреров Логион)

Грчки текст рукописа садржи неколико различитих стилова:
- Мат. 1-28; Лука 8,13-24,53 - Византијски тип текста;
- Марко 1,1-5,30 - Западни тип текста;
- Марко 5.31 - 16.20 - Кесаријски стил текста;
- Лука 1,1 - 8,12 Јован 5.12 - 21.25 - Александријски тип текст;
- Јован 1.1 - 5.11 - мешовити тип текста (са запада Александрије).

## Историја
Рукопис је написан почетком 5. века. Чарлс Фрер га је пронашао у Детроиту 1906. године. Тренутно, рукопис се чува у Музеју Смитсоновог Института, у Вашингтону.